# Bernhard Goeken
Bernhard Goeken CanReg (* 7. November 1660 in Körbecke; † 4. April 1726 in Grauhof) war ein deutscher Augustiner-Chorherr, Propst des Stifts Grauhof und Generalprior der Windesheimer Kongregation.

## Leben
Goeken wuchs als Sohn der Eheleute Röttger Goeken und Goda geb. Tegethoff in Körbecke im Hochstift Paderborn auf. Seine akademische und theologische Ausbildung erhielt er am Jesuiten-Kolleg und an der Philosophisch-theologischen Hochschule in Paderborn. Danach trat er ins Augustiner-Chorherren-Stift St. Georg in Grauhof bei Goslar ein, wo er 1680 die Profess ablegte und 1683 die Priesterweihe empfing. 1690 wurde er zum dritten Stiftspropst seit der Wiederbesiedlung des Klosters gewählt.
Zu dieser Zeit waren die Grauhofer Konventsgebäude als Folge der Reformation und des Dreißigjährigen Kriegs weitgehend verfallen. Die Windesheimer Chorherren, denen die Anlage nach der Restitution des Hochstifts Hildesheim übergeben worden war, hatten unter den beiden Vorgängern Goekens nur die dringendsten Baumaßnahmen durchführen können. Unter Goeken begann, begünstigt durch eine Zeit wirtschaftlicher Prosperität, der Neubau der gesamten Klosteranlage und der Stiftskirche im Stil des Barock. Dazu holte er den lombardischen Baumeister Francesco Mitta nach Grauhof. Gleichzeitig machte sich Goeken die innere Erneuerung des Konventes zur Aufgabe. Von beidem zeugen die lateinischen Sinnsprüche über den beiden Portalen des Stifts, die zugleich Chronogramme und gereimte Verse sind und vermutlich von Goeken selbst verfasst wurden.
Die hohe Wertschätzung Goekens zeigt sich in seiner Ernennung zum Schatzrat des Hochstifts Hildesheim im Jahr 1693.
1715 wählte ihn die Windesheimer Kongregation zu ihrem Generalprior.
Als Goeken 1726 starb, wurde er in der Stiftskirche an der Südwand des vordersten Langhausjochs beigesetzt. Zu dieser Zeit war der Neubau von Kloster und Kirche fertiggestellt und der Konvent im Innern gefestigt. Goekens Nachfolger im Amt des Propstes Heinrich Eikendorff vollendete die Innenausstattung der Kirche und ließ über Goekens Grab ein aufwendiges Marmorgrabmal errichten, das die Jahreszahl 1731 und den Namen des Künstlers Lorenz Franz Biggen trägt.

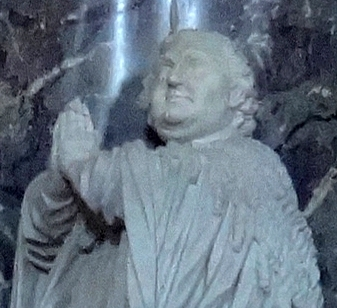
Bernhard Goeken, Detail des Grabmals in St. Georg, Grauhof

| Südeingang des Klosters Grauhof mit Inschrift | Südeingang des Klosters Grauhof mit Inschrift | Hauptportal des Klosters Grauhof mit Inschrift | Hauptportal des Klosters Grauhof mit Inschrift                                                                           |
| --------------------------------------------- | --- | ---------------------------------------------- | --- |
|                                               | TRISTIBVS IN TVRBIS, TRVCIBVSQVE TVMVLTIBVS VRBIS QVAE VICINA FVIT FABRICA FRACTA RVIT. (1527) BERNARDVS STRVXIT, VASTATAQVE TECTA REDVXIT: ASSISTEBAT EI GRATIA LARGA DEI. (1701) 1 |                                                | VIVITE CONFRATRES; LIGET VNIO MVTVA PATRES: PAX IN EA DVRET; SI STYGIS IRA FVRET. (1703) Bernardus Göeken Praepositus. 2 |